# Picior de tranșee
Picior de tranșee, cunoscut și sub alte denumiri, este un tip de deteriorare a piciorului din cauza umidității. Simptomele inițiale includ adesea furnicături⁠(d) sau mâncărimi care pot evolua spre amorțeală⁠(d). Picioarele pot deveni roșii sau albăstrui la culoare. Pe măsură ce starea se înrăutățește, picioarele pot începe să se umfle și să miroasă a putrezire.Complicațiile pot include deteriorarea pielii sau infecția.
Piciorul de tranșee apare din cauza expunerii prelungite a picioarelor la frig, umezeală și adesea condiții insalubre. Spre deosebire de degerături, piciorul de șanț apare de obicei la temperaturi peste nivelul de îngheț, și poate fi clasificat ca o formă de rănire de frig neîngheț. Debutul poate fi rapid de 10 ore. Factorii de risc includ cizme prea strânse și nemișcarea. Se crede că mecanismul de bază implică constricția vaselor de sânge, ceea ce duce la un flux sanguin insuficient către picioare. Diagnosticul se bazează pe simptome și pe examinare.
Prevenirea implică menținerea picioarelor calde, uscate și curate. După apariția afecțiunii, pot fi necesare medicamente pentru durere în timpul procesului de reîncălzire treptată. Durerea poate persista luni de zile după tratament. Poate fi necesară o intervenție chirurgicală pentru îndepărtarea țesutului deteriorat sau amputare.
Cei din armată sunt cel mai frecvent afectați, deși cazurile pot apărea și la persoanele fără adăpost. Afecțiunea a fost descrisă pentru prima dată în timpul retragerii lui Napoleon Bonaparte din Rusia, în iarna anului 1812.